# Ilikena Vudogo
Ilikena Vudogo (3 de noviembre de 1998) es un jugador de rugby union de Fiyi que juega para los Rebels en Súper Rugby. Su posición de juego es la de central o lateral. Fue nombrado en el equipo de Rebels para la temporada de Super Rugby AU 2021. Anteriormente había representado a Fiyi M20 y también pasó un tiempo como jugador de desarrollo en los Brisbane Broncos.

## Estadísticas
| Temporada | Equipo | Partidas | Starts | Sub | Mins | Tries | Cons | Pens | Drops | Puntos | Yel | Red |
| --------- | ------ | -------- | ------ | --- | ---- | ----- | ---- | ---- | ----- | ------ | --- | --- |
| 2021 AU   | Rebels | 0        | 0      | 0   | 0    | 0     | 0    | 0    | 0     | 0      | 0   | 0   |
| 2021 TT   | Rebels | 1        | 0      | 1   | 16   | 0     | 0    | 0    | 0     | 0      | 0   | 0   |
| 2022      | Rebels | 1        | 0      | 1   | 11   | 0     | 0    | 0    | 0     | 0      | 0   | 0   |
| 2023      | Rebels | 0        | 0      | 0   | 0    | 0     | 0    | 0    | 0     | 0      | 0   | 0   |
| Total     | Total  | 2        | 0      | 2   | 27   | 0     | 0    | 0    | 0     | 0      | 0   | 0   |